# Jameel McCline
Jameel McCline (* 20. Mai 1970 in Harlem, New York), genannt „Big Time“ McCline, ist ein US-amerikanischer Schwergewichtsboxer.

## Profikarriere
Nach einer längeren Haftstrafe wegen illegalen Waffenhandels und nur einem Amateurkampf begann McCline 1995 seine Profikarriere. Er log einfach den bekannten Trainer Kevin Rooney (Ex-Trainer von Mike Tyson) an, dass er schon große Erfahrung gesammelt habe. Mit seinem Äußeren (austrainiert 115–120 Kilogramm) sorgte er für Interesse.
Ohne nennenswerte boxerische Ausbildung und Ringerfahrung verlor er aber bereits seinen zweiten Kampf gegen Gary Bell durch K. o. in der ersten Runde. In der Folge wurde ihm deshalb keine große Aufmerksamkeit zuteil.
McCline blieb dennoch konsequent dem Sport treu und gewann in den nächsten Jahren regelmäßig Kämpfe auf den "Heavyweight Explosion"-Veranstaltungen von Cedric Kushner. Von 1996 bis 2002 blieb er ungeschlagen.
2001 sollte Michael Grant nach seiner demoralisierenden K.-o.-Niederlage gegen Lennox Lewis wieder neu aufgebaut werden. Als Gegner wählte Promoter Kushner McCline aus, aber der nutzte die Gelegenheit und überraschte Grant mit einem Niederschlag in der ersten Runde, der sich dabei verletzte und aufgeben musste.
McCline stand jetzt im Rampenlicht und durfte gegen den Puncher Lance Whitaker antreten, der gerade den größten Sieg seiner Karriere gelandet hatte. Er schaffte die zweite Überraschung in Folge und schlug Whitaker nach Punkten. Er wurde dafür beim Ring Magazine unter den besten Zehn geführt. Anschließend bestätigte er die Ranglistenposition mit einem hohen Punktsieg über Shannon Briggs.
Er stieg dadurch zum Pflichtherausforderer des WBO-Weltmeisters Wladimir Klitschko auf. In diesem Kampf am 7. Dezember 2002 boxte er allerdings verhalten, wurde vorgeführt und gab nach einem Niederschlag in der zehnten Runde auf.
In den nächsten Kämpfen gelangen McCline K. o. gegen Charles Shufford und den ungeschlagenen Cedric Boswell, so dass er einen weiteren Titelkampf bei der IBF gegen Weltmeister Chris Byrd erhielt. Er hatte Byrd dabei in der zweiten Runde am Boden, verlor aber dennoch nach Punkten. Im Jahr 2005 unterlag er dann dem ungeschlagenen Calvin Brock und Zuri Lawrence.
Am 20. Januar 2007 forderte McCline in Basel den WBA-Titelträger Nikolai Walujew heraus. Am Ende der dritten Runde zog er sich eine Knieverletzung zu, die ihn daran hinderte, weiterzukämpfen. Nach dem Kampf gab McCline an, wahrscheinlich seine Karriere zu beenden. Die Titelverteidigung war der bisher schwerste Titelkampf des Profiboxens. Zusammen brachten die beiden Kontrahenten 270 kg auf die Waage. Im Anschluss an den Kampf wurde bei McCline ein Patellasehnenriss im linken Knie festgestellt. Die Verletzung erfordert eine Operation, der Heilungsprozess wird nach Schätzungen ein halbes Jahr dauern.
Am 15. Juni kündigte Vitali Klitschkos Berater Shelly Finkel an, dass Klitschko bei seinem Comeback gegen McCline kämpfen würde. Da dieser sich allerdings in der Vorbereitung auf den Kampf verletzte, wurde der Kampf abgesagt. McCline sollte dann zunächst im Rahmenprogramm des WM-Kampfes zwischen WBC-Titelträger Oleg Maskajew und Samuel Peter gegen DaVarryl Williamson antreten. Wenig später musste allerdings auch Maskajew aufgrund einer Trainingsverletzung ebenfalls seinen Kampf absagen, so dass McCline zum Gegner von Samuel Peter aufstieg. Der Kampf um den WBC-Interimstitel fand am 6. Oktober 2007 im New Yorker Madison Square Garden statt. Dem nicht für seine Schlagkraft bekannten McCline gelangen in der zweiten und dritten Runde überraschend drei Niederschläge, dennoch konnte er den Kampf nicht entscheiden. Stattdessen gewann Peter nach zwölf Runden nach Punkten. Auch seinen nächsten Kampf, einen Ausscheidungskampf des WBC-Verbandes gegen den ehemaligen WBA-Weltmeister John Ruiz, verlor er am 8. März 2008 einstimmig nach Punkten.